# Pachybrachis punctatus
Pachybrachis punctatus är en skalbaggsart som beskrevs av Bowditch 1909. Pachybrachis punctatus ingår i släktet Pachybrachis och familjen bladbaggar. Inga underarter finns listade i Catalogue of Life.